# Огненное копьё
Огненное копьё (кит. трад. 火槍, упр. 火枪, пиньинь huǒ qiāng, палл. хо цян), также известно как копьё яростного огня — древнее китайское прото-огнестрельное оружие, считается предшественником ручницы и прародителем всего огнестрельного оружия. Не следует путать с Огненной стрелой.

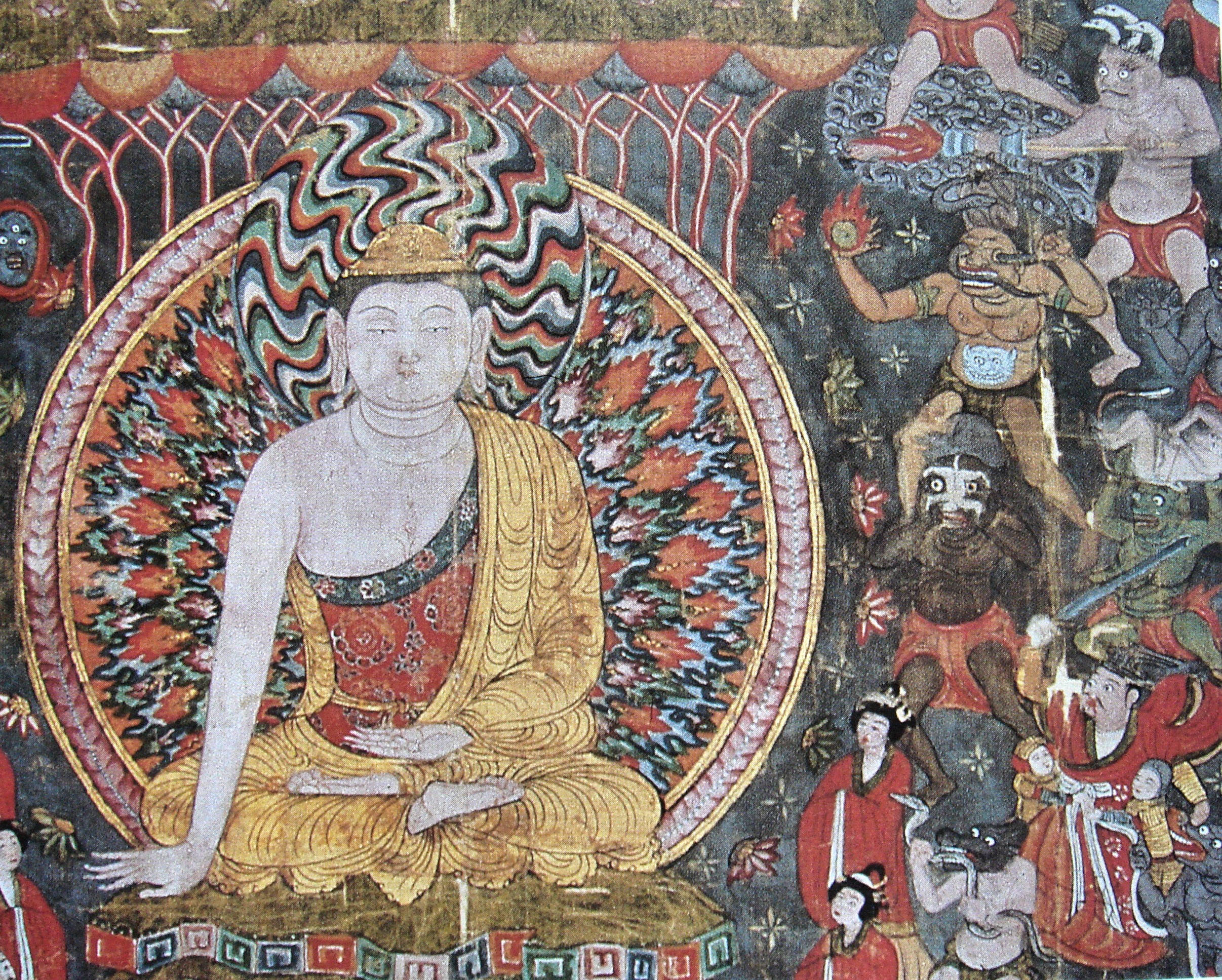
Искушения Шакьямуни. Пещеры Могао X век. Демоны в правом верхнем углу угрожают «огненным копьём» и другим оружием, а те, что в правом нижнем углу, искушают удовольствиями.

## Происхождение
Первые упоминания о подобных копьях появились в X веке. Большая часть разновидностей их появилась к 1260 году, это оружие было популярным как до основания династии Мин, так и после её утверждения у власти.
Согласно Э. В. Штейнгольду и О. Дрожжину, первое упоминание «копья яростного огня» датируется 1259 годом.

## Описание
Является небольшим пиротехническим устройством, прикреплённым к копью. Использовалось для получения критического шокового преимущества в самом начале ближнего боя с очень короткой дистанции, 3 метра или меньше, и только одним выстрелом. Копьё изготавливалось из бамбука. Масса его составляла несколько килограммов.
Основная часть копья, бамбуковая трубка, была открыта с одного конца, направленного в сторону противника, и закрыта с другого. Предварительно в трубку насыпалась пороховая смесь, а затем добавлялись мелкие камни. Порох поджигался через небольшое отверстие в стенке трубки: в результате взрыва из трубки вместе с пламенем и дымом вылетали камни, которые выбрасывались с большей силой, чем при броске рукой или метании с помощью пращи.
Полёту камней способствовала энергия, выделявшаяся в результате взрыва пороха и выбрасывавшая из трубки раскалённые газы и камни. Позднее китайцы стали засыпать в трубку вместе с пороховой смесью свинцовые шарики или керамические осколки.

## Галерея
Пять иллюстраций из Китайского военного трактата «Руководство огненного дракона» (около 1395 года) и иллюстрация из средневековой Европы.

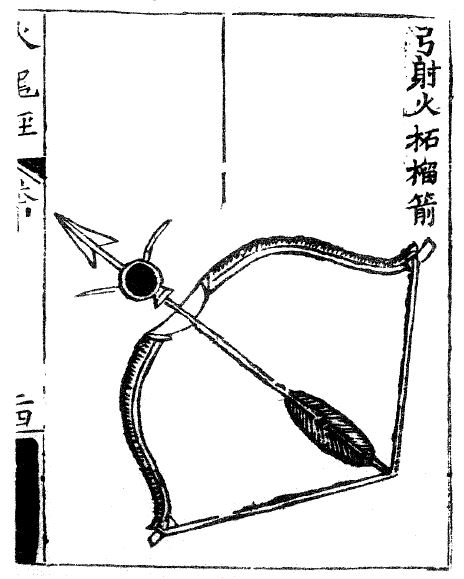
Зажигательная стрела
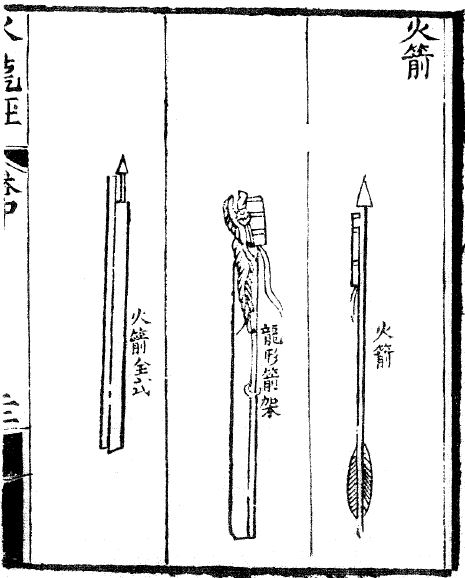
Огненная стрела[англ.]
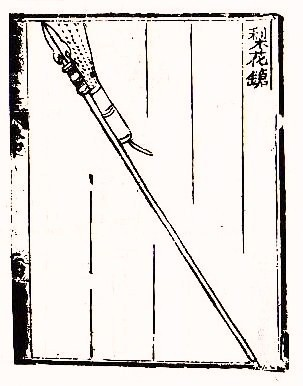
Огненное копье
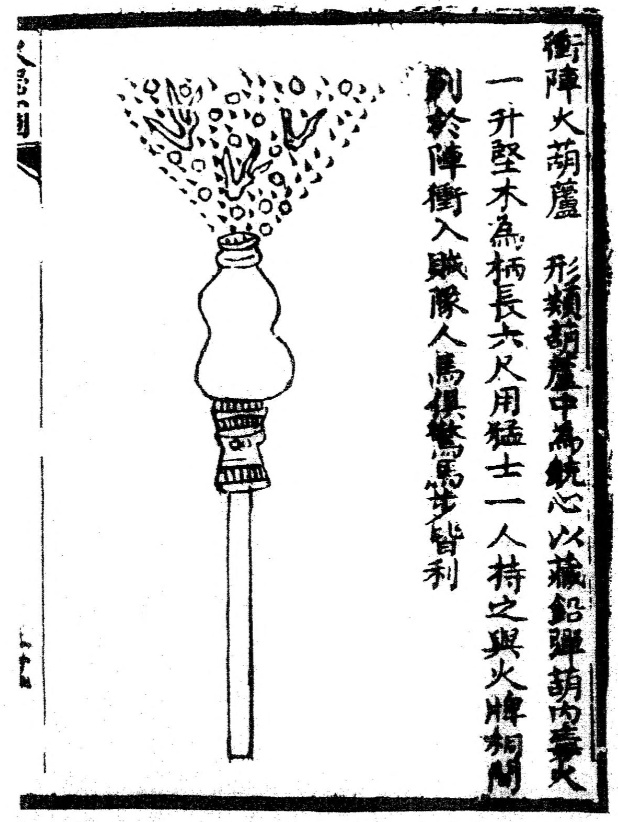
«Огненная тыква» стреляющая картечью
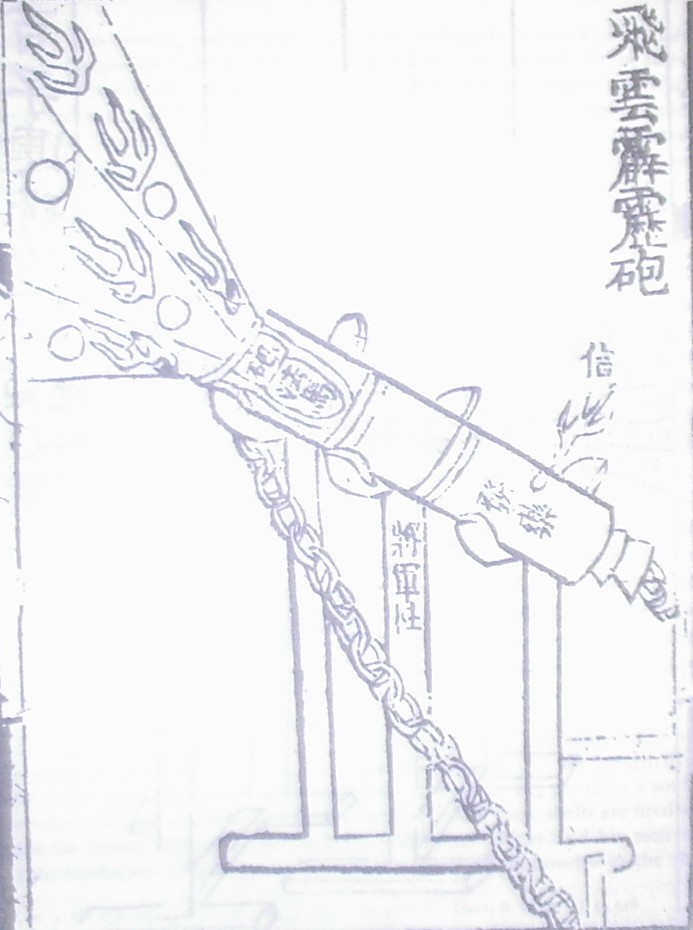
«Извергатель грозового летящего облака»
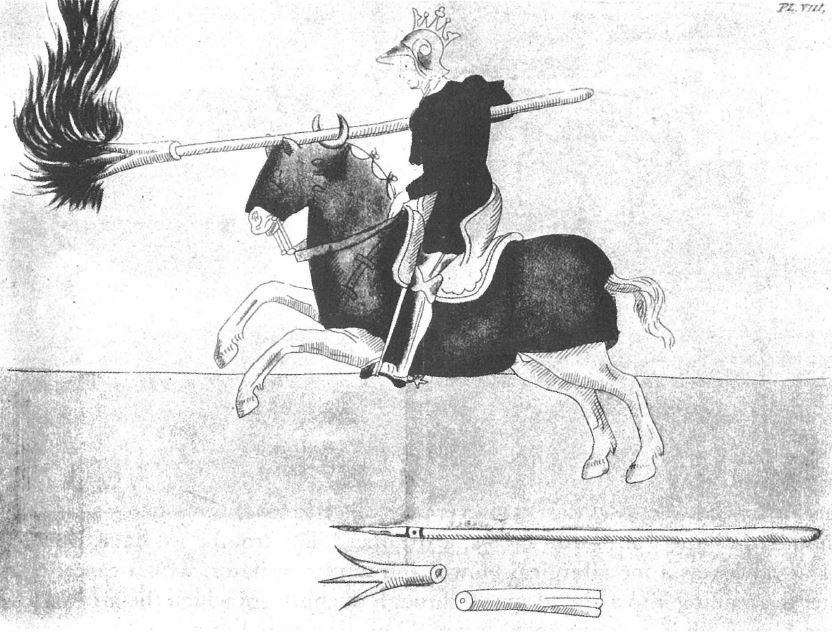
Рыцарь с огненным копьём, ок. 1396